# Phelister salobrus
Phelister salobrus är en skalbaggsart som beskrevs av Sylvain Auguste de Marseul 1887. Phelister salobrus ingår i släktet Phelister och familjen stumpbaggar. Inga underarter finns listade i Catalogue of Life.